# Kent Manderville
Kent Stephen Manderville, född 12 april 1971 i Edmonton, är en kanadensisk före detta ishockeyspelare.
Manderville blev olympisk silvermedaljör i ishockey vid vinterspelen 1992 i Albertville.